# Een keer in m'n leven
Een keer in m'n leven is een single van de Nederlandse zanger André Hazes uit 1987. Het stond in hetzelfde jaar als zevende track op het album Jij bent alles.

## Achtergrond
Een keer in m'n leven is geschreven door André Hazes en Tonnie Leroy en geproduceerd door Tim Griek. Het is een levenspoplied waarin de liedverteller zingt over het beëindigen van een relatie. Het is niet het eerste nummers van Hazes waar Leroy, de neef van Hazes, aan mee heeft geschreven; hij deed dit eerder als bij onder andere Eenzame kerst. De B-kant van de single is Zonder problemen, een Nederlandstalige bewerking van Cara Lucia van Mimmo Locasciulli uit 1985.

## Hitnoteringen
De zanger had bescheiden succes met het lied in Nederland. Het piekte op de 29e plaats van de Nationale Hitparade in de acht weken dat het in deze lijst stond. Er was geen notering in de Top 40, maar het kwam tot de tweede plaats van de Tipparade.